# Stauropus alternus
Stauropus alternus là một loài bướm đêm thuộc họ Notodontidae. Nó được tìm thấy ở đông bắc Himalaya, Sundaland, Philippines, Sulawesi và miền nam Moluccas.
Ấu trùng ăn Ricinus, Careya, Cajanus, Cassia, Ougeinia, Pithecellobium và Wagatea. Chúng được xem là loài gây hại cây chè, cà phê, chôm chôm và xoài.

## Phân loài
- Stauropus alternus alternus
- Stauropus alternus brunneus (Sumatra)
- Stauropus alternus niasicus (Nias)
- Stauropus alternus nephodes (Philippines)
- Stauropus alternus melastomatis (Amboina)